# Manzanares (Caldas)
Pour les articles homonymes, voir Manzanares.
Manzanares est une municipalité située dans le département de Caldas, en Colombie.